# مورتن برون
مورتن برون (بالدنماركية: Morten Bruun)‏ هو صحفي ولاعب كرة قدم ومدرب كرة قدم دنماركي في مركز الدفاع، ولد في 28 يونيو 1965 في أبينرا ‏ في الدنمارك. شارك مع منتخب الدنمارك لكرة القدم. أما مع النوادي، فقد لعب مع نادي سيلكيبورج.

## وصلات خارجية
- مورتن برون على موقع قاعدة بيانات كرة القدم.إي يو (الإنجليزية)
- مورتن برون على موقع ناشيونال فوتبول تيمز (الإنجليزية)
- مورتن برون على موقع Soccerway.com (الإنجليزية)